# Bou Saâda (distrito)
Bou Saâda é um distrito localizado na província de M'Sila, Argélia, e cuja capital é a cidade de mesmo nome. O distrito é composto por três comunas.[carece de fontes?]